# Сан Педро Сула (Хондурас)
Сан Педро Сула (Хондурас) (шп. San Pedro Sula), је главни град департмана Кортес, Хондурас. Налази се у северозападном делу земље у долини Сула, око 50 km (31 mi) јужно од Пуерто Кортеса на Карипском мору. Са популацијом од 671.460 становника у централној урбаној области (прорачун за 2020) и популацијом од 1.445.598 у њеној метрополитанској области 2020. године, то је примарни индустријски центар нације и други по величини град после главног града Тегусигалпе.

## Историја
Пре доласка Шпанаца, долина Суле је била дом за приближно 50.000 домородаца. Подручје које је дом модерног града служило је као локално трговачко средиште за цивилизације Маја и Астека. Шпанско освајање је довело до демографског колапса од којег се староседеоци никада нису опоравили.
Дон Педро де Алварадо је 27. јуна 1536. основао шпански град поред индијанског насеља Чолома, под именом Виља де Сењор Сан Педро де Порто Кабаљос (Villa de Señor San Pedro de Puerto Caballos) (савремени Сан Педро Сула). Нови град је имао 35 шпанских држављана, а Алварадо је доделио 200 својих робова да помогну у изградњи новог града и обради околних поља. Послао је експедиције у удаљене регионе како би осигурао нови град, проширио подручје шпанске доминације и контролисао залихе. Алварадо је поништио сва права установљена у области под Андресом де Серезедом, и поново доделио села грађанима Сан Педра.
Ново насеље једва је преживело колонијални период. Шпанска влада је 1601. прогласила Санто Томас за званичну луку за колоније Централне Америке, овај потез је скренуо извоз из Порто Кортеса и резултирао економским падом који ће трајати до 17. века. Поред тога, Сан Педро Сула је био изложен нападима пирата и француских, холандских и енглеских плаћеника. До средине 18. века, шпанска влада је одлучила да изгради низ приобалних тврђава како би обуздала енглеске нападе. Једна од ових тврђава, Форталеза де Сан Фернандо, изграђена је у Омои, мање од 50 миља од Сан Педро Суле. Накнадно повећање трговине подржало је повећање становништва са 70 становника 1714. на 357 1789. године.
Сан Педро Сула је после стицања независности остало осиромашено село, зависно од трговине између Омое и унутрашњости земље. Године 1875, Френк Фрај, амерички конзул на Беј острвима, пријавио је популацију од 1200. становника. Град је имао користи од раста трговине бананама 1870−их и 1880−их и успоставио је блиске односе са америчким шпедитером и железничким предузетником Самјуела Земуреја. компанија за воће и изградња Међуокеанске железнице између 1869. и 1874. која је повезивала град са обалом у Порто Кортесу, Земуреј је блиско сарађивао са локалним моћницима које су улагале у подружнице и тако обликовале начин на који се Кајамел политички успоставио и плаћао врло мало пореза.

## Криминал
Сан Педро Сула је био „светска престоница убистава“ све до почетка 2016. када је Каракас, Венецуела, премашио стопу убистава и преузео прво место. Од војног удара у Хондурасу 2009. „стопе незапослености и недовољне запослености су се удвостручиле, док је број људи који живе у екстремном сиромаштву нагло порастао.“Године 2013. град је имао 187 убистава на 100.000 становника. Ово је премашило Сијудад Хуарез, мексичку стопу од 148 убистава на 100.000, или у просеку око три убиства дневно; Сијудад Хуарез је претходно био на врху листе три узастопне године. Оба града су главне оперативне и стратешке тачке дистрибуције у илегалној трговини дрогом, посебно у Сједињеним Државама, и имају значајну активност банди.
Као одговор, власти су покренуле операцију Муња, заситивши жаришта насиља полицијом и војницима. У међувремену, трговина оружјем је преплавила земљу, при чему је нешто мање од 70% укупног ватреног оружја илегално. 83% убистава у граду укључује ватрено оружје.
Према Лос Анђелес Тајмсу, „стопа убистава је подстакнута ривалством бруталних уличних банди, углавном потомака банди формираних у Лос Анђелесу и депортованих у Централну Америку 1990-их, укључујући Мару Салватручу (МС-13) и 18. Улична банда. Њихови редови се попуњавају катастрофалном економијом Хондураса, а охрабрени су у последње време савезима са мексичким дилерима дроге који преносе кокаин кроз земљу."
Криминал и економски стрес довели су до миграције великог броја малолетника без пратње на границу са САД. Најновији подаци ЦБП-а показују да је Сан Педро Сула главни извор за децу емиграната без пратње (УАЦ) која мигрирају из Хондураса.

## Географија

### Клима
Сан Педро Сулу карактерише релативно високе температуре током целе године и обилне падавине. Сан Педро Сула је искусио урагане и тропске олује и склон је њима током сезоне урагана, обично када се олује формирају у јужном делу Кариба или западној Африци.
| Клима Сан Педро Сула, Хондурас (Аеродрум Ла Меса) 1961–1990, екстрими 1944–данас                          | Клима Сан Педро Сула, Хондурас (Аеродрум Ла Меса) 1961–1990, екстрими 1944–данас | Клима Сан Педро Сула, Хондурас (Аеродрум Ла Меса) 1961–1990, екстрими 1944–данас | Клима Сан Педро Сула, Хондурас (Аеродрум Ла Меса) 1961–1990, екстрими 1944–данас | Клима Сан Педро Сула, Хондурас (Аеродрум Ла Меса) 1961–1990, екстрими 1944–данас | Клима Сан Педро Сула, Хондурас (Аеродрум Ла Меса) 1961–1990, екстрими 1944–данас | Клима Сан Педро Сула, Хондурас (Аеродрум Ла Меса) 1961–1990, екстрими 1944–данас | Клима Сан Педро Сула, Хондурас (Аеродрум Ла Меса) 1961–1990, екстрими 1944–данас | Клима Сан Педро Сула, Хондурас (Аеродрум Ла Меса) 1961–1990, екстрими 1944–данас | Клима Сан Педро Сула, Хондурас (Аеродрум Ла Меса) 1961–1990, екстрими 1944–данас | Клима Сан Педро Сула, Хондурас (Аеродрум Ла Меса) 1961–1990, екстрими 1944–данас | Клима Сан Педро Сула, Хондурас (Аеродрум Ла Меса) 1961–1990, екстрими 1944–данас | Клима Сан Педро Сула, Хондурас (Аеродрум Ла Меса) 1961–1990, екстрими 1944–данас | Клима Сан Педро Сула, Хондурас (Аеродрум Ла Меса) 1961–1990, екстрими 1944–данас |
| Показатељ \ Месец                                                                                         | .Јан.                                                                            | .Феб.                                                                            | .Мар.                                                                            | .Апр.                                                                            | .Мај.                                                                            | .Јун.                                                                            | .Јул.                                                                            | .Авг.                                                                            | .Сеп.                                                                            | .Окт.                                                                            | .Нов.                                                                            | .Дец.                                                                            | .Год.                                                                            |
| --- | -------------------------------------------------------------------------------- | -------------------------------------------------------------------------------- | -------------------------------------------------------------------------------- | -------------------------------------------------------------------------------- | -------------------------------------------------------------------------------- | -------------------------------------------------------------------------------- | -------------------------------------------------------------------------------- | -------------------------------------------------------------------------------- | -------------------------------------------------------------------------------- | -------------------------------------------------------------------------------- | -------------------------------------------------------------------------------- | -------------------------------------------------------------------------------- | -------------------------------------------------------------------------------- |
| Апсолутни максимум, °C (°F)                                                                               | 37,2 (99)                                                                        | 39,5 (103,1)                                                                     | 42,8 (109)                                                                       | 42,0 (107,6)                                                                     | 42,0 (107,6)                                                                     | 41,1 (106)                                                                       | 38,0 (100,4)                                                                     | 38,8 (101,8)                                                                     | 39,2 (102,6)                                                                     | 37,8 (100)                                                                       | 37,5 (99,5)                                                                      | 37,0 (98,6)                                                                      | 42,8 (109)                                                                       |
| Максимум, °C (°F)                                                                                         | 29,2 (84,6)                                                                      | 30,4 (86,7)                                                                      | 33,0 (91,4)                                                                      | 34,0 (93,2)                                                                      | 35,2 (95,4)                                                                      | 34,3 (93,7)                                                                      | 33,3 (91,9)                                                                      | 33,4 (92,1)                                                                      | 33,5 (92,3)                                                                      | 31,6 (88,9)                                                                      | 30,2 (86,4)                                                                      | 29,2 (84,6)                                                                      | 32,3 (90,1)                                                                      |
| Просек, °C (°F)                                                                                           | 23,5 (74,3)                                                                      | 24,1 (75,4)                                                                      | 25,8 (78,4)                                                                      | 27,1 (80,8)                                                                      | 28,1 (82,6)                                                                      | 27,7 (81,9)                                                                      | 27,1 (80,8)                                                                      | 27,3 (81,1)                                                                      | 27,2 (81)                                                                        | 26,0 (78,8)                                                                      | 24,7 (76,5)                                                                      | 23,7 (74,7)                                                                      | 26,0 (78,8)                                                                      |
| Минимум, °C (°F)                                                                                          | 19,8 (67,6)                                                                      | 20,0 (68)                                                                        | 21,4 (70,5)                                                                      | 22,5 (72,5)                                                                      | 23,8 (74,8)                                                                      | 23,8 (74,8)                                                                      | 23,2 (73,8)                                                                      | 23,3 (73,9)                                                                      | 23,3 (73,9)                                                                      | 22,5 (72,5)                                                                      | 21,4 (70,5)                                                                      | 20,4 (68,7)                                                                      | 22,1 (71,8)                                                                      |
| Апсолутни минимум, °C (°F)                                                                                | 12,8 (55)                                                                        | 10,0 (50)                                                                        | 13,4 (56,1)                                                                      | 15,0 (59)                                                                        | 20,2 (68,4)                                                                      | 17,0 (62,6)                                                                      | 18,9 (66)                                                                        | 18,9 (66)                                                                        | 18,9 (66)                                                                        | 13,9 (57)                                                                        | 15,0 (59)                                                                        | 12,8 (55)                                                                        | 10,0 (50)                                                                        |
| Количина падавина, mm (in)                                                                                | 72,0 (2,835)                                                                     | 59,6 (2,346)                                                                     | 32,0 (1,26)                                                                      | 32,1 (1,264)                                                                     | 62,9 (2,476)                                                                     | 142,4 (5,606)                                                                    | 110,2 (4,339)                                                                    | 105,7 (4,161)                                                                    | 151,7 (5,972)                                                                    | 147,8 (5,819)                                                                    | 135,3 (5,327)                                                                    | 121,7 (4,791)                                                                    | 1.173,4 (46,197)                                                                 |
| Дани са падавинама (≥ 1.0 mm)                                                                             | 6                                                                                | 5                                                                                | 3                                                                                | 4                                                                                | 4                                                                                | 10                                                                               | 10                                                                               | 10                                                                               | 10                                                                               | 10                                                                               | 9                                                                                | 8                                                                                | 89                                                                               |
| Релативна влажност, %                                                                                     | 84                                                                               | 81                                                                               | 77                                                                               | 75                                                                               | 74                                                                               | 76                                                                               | 79                                                                               | 79                                                                               | 79                                                                               | 81                                                                               | 83                                                                               | 85                                                                               | 80                                                                               |
| Сунчани сати — месечни просек                                                                             | 186,0                                                                            | 178,0                                                                            | 238,7                                                                            | 222,0                                                                            | 220,1                                                                            | 201,0                                                                            | 210,8                                                                            | 198,4                                                                            | 183,0                                                                            | 198,4                                                                            | 156,0                                                                            | 155,0                                                                            | 2.347,4                                                                          |
| Сунчани сати — дневни просек                                                                              | 6,0                                                                              | 6,3                                                                              | 7,7                                                                              | 7,4                                                                              | 7,1                                                                              | 6,7                                                                              | 6,8                                                                              | 6,4                                                                              | 6,1                                                                              | 6,4                                                                              | 5,2                                                                              | 5,0                                                                              | 6,4                                                                              |
| Извор #1: NOAA                                                                                            |                                                                                  |                                                                                  |                                                                                  |                                                                                  |                                                                                  |                                                                                  |                                                                                  |                                                                                  |                                                                                  |                                                                                  |                                                                                  |                                                                                  |                                                                                  |
| Извор #2: Немачки метеолролошки сервис (сунце и влажност), Метеоролошки подаци (рекордни успони и падови) |                                                                                  |                                                                                  |                                                                                  |                                                                                  |                                                                                  |                                                                                  |                                                                                  |                                                                                  |                                                                                  |                                                                                  |                                                                                  |                                                                                  |                                                                                  |